# Elias Herlitz
Elias Herlitz (* um 1566 in Zeitz; † 6. Februar 1615 in Stralsund) war ein deutscher Organist, Komponist und Schriftsteller.

## Leben
Elias Herlitz war der Sohn des Zeitzer Ratsherrn und Kämmerers Andreas Herlitz. Nach dem Besuch der Schule in Zeitz begann er 1582 ein Studium an der Universität Leipzig, 1586 wechselte er an die Universität Greifswald. 1591 wurde er in Tribsees als Collega bezeichnet. Im selben Jahr erhielt er eine Anstellung als Organist an der Nikolaikirche in Stralsund, wo er bis zu seinem Lebensende tätig war.
Seine Brüder waren der Greifswalder Mathematiker David Herlitz und der Stralsunder Kantor Andreas Herlitz (1565–1623).

## Werke
Von Elias Herlitz stammt die Schulkomödie „Musicomastix“, die 1606 von Joachim Rhete, dem Sohn von Georg Rhete, in Stettin gedruckt wurde. Diese wurde 1930 vom musikwissenschaftlichen Seminar in Greifswald aufgefunden und 1931 am Greifswalder Stadttheater mit Erfolg wieder aufgeführt.
- Hans Engel (Hrsg.): Musicomastix : eine Comoedia von dem Music Feinde / von Elias Herlitz aus Zeitz, weiland Organist in Stralsund. Faksimile der Ausgabe von Joachim Rheten, Alten Stettin 1606; Bärenreiter, Kassel 1937